# Thelypteris zurquiana
Thelypteris zurquiana är en kärrbräkenväxtart som beskrevs av Alan Reid Smith och Lellinger. Thelypteris zurquiana ingår i släktet Thelypteris och familjen Thelypteridaceae. Inga underarter finns listade.